# Китакюсю
Китакю́сю (яп. 北九州市 Китакю:сю:-си, букв. «Северное Кюсю») — город, определённый указом правительства Японии, находящийся на севере острова Кюсю и прилегающий к проливу Симоносеки. Площадь города составляет 488,78 км², население — 963 598 человек (1 августа 2014), плотность населения — 1971,44 чел./км².
В административном отношении город делится на 7 районов.

## География и хозяйство
Китакюсю расположен на севере острова Кюсю, на берегу Внутреннего Японского моря, в префектуре Фукуока, и постепенно интегрируется в промышленный регион Фукуока. Был образован в 1963 году в результате слияния городов Модзи, Кокура, Тобата, Яхата и Вакамацу.
Китакюсю является крупнейшим городом острова Кюсю, его промышленным сердцем. Это крупный центр сталелитейной (корпорация Ниппон стил), электронной и электротехнической промышленности, производства роботов. Большой порт, Китакюсю является также важным связующим звеном между островами Хонсю и Кюсю.
С Китакюсю граничат следующие города и общины префектуры Фукуока: Накама, Ногата, Юкухаси, Асия, Мицумаки, Курате, Кавара, Фукуси, Канда, Мияко.

## Административное деление

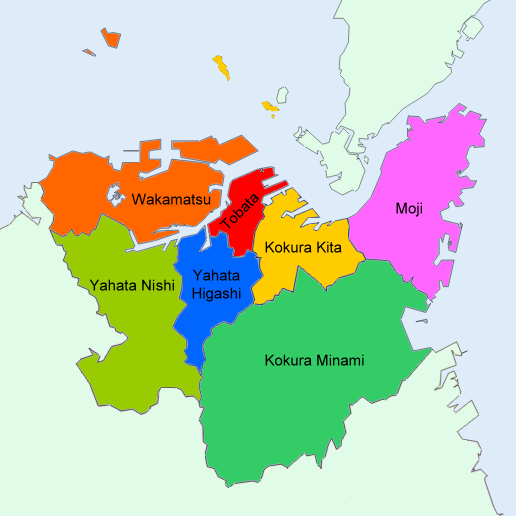
Карта Китакюсю

- Кокуракита-ку (小倉北区)
- Кокураминами-ку (小倉南区)
- Модзи-ку (門司区)
- Тобата-ку (戸畑区)
- Вакамацу-ку (若松区)
- Яхатахигаси-ку (八幡東区)
- Яхатаниси-ку (八幡西区)

## Транспорт
В городе имеются аэропорт и монорельс.

## Города-побратимы
Китакюсю является городом-побратимом следующих городов:
- Норфолк, США (1959);
- Такома, США (1959);
- Далянь, КНР (1979);
- Инчхон, Республика Корея (1988)
- Уфа, Россия[3]